# On Ebay
On Ebay ist ein 2004 entstandenes Lied der britischen Band Chumbawamba.
Kurz vor dem Einmarsch der US-amerikanischen Truppen im Irak im Zuge des Dritten Golfkrieges wurden auf Druck einer einflussreichen Lobby in den USA die Bestimmungen zur Einfuhr von archäologischen Artefakten von der Regierung Bush gelockert. Schon früh kritisierten unter anderem Professor McGuire Gibson von der University of Chicago dieses Vorgehen und prognostizierten, dass sich nach dem Krieg im Irak sicher viele irakische Artefakte beim Internetauktionshaus eBay wiederfinden werden. Schon kurz nach dem Ende der Kampfhandlungen, bei denen es unter anderem zur Plünderung des Nationalmuseums in Bagdad kam, wurde Gibsons Prognose wahr. Zwei Tage lang konnten Plünderer die Schätze des Museums rauben und alles, was nicht transportabel war zerstören. Die US-amerikanischen Streitkräfte schützten das Gebäude, anders als etwa das irakische Ölministerium, nicht.
Nachdem die Band Chumbawamba, die sich schon lange gesellschaftskritischen Themen angenommen hatte, davon hörte, verfasste sie ein Lied zu diesem Thema und veröffentlichte dieses auf ihrem 2004 erschienenen Album Un. Kritisiert wird die Käuflichkeit von Kultur, die US-amerikanische Ignoranz der vieltausendjährigen Kultur Mesopotamiens gegenüber und die westliche Konsumgesellschaft insgesamt. Das Lied beginnt mit einem Bericht zur Museumsplünderung. Die Band zieht dabei Parallelen zu den Beschlagnahmungen und Zerstörungen von Kunstwerken im sogenannten „Dritten Reich“ unter dem Vorwand der „entarteten Kunst“, wofür der österreichische Maler Oskar Kokoschka (von den Nationalsozialisten als Entartetster unter den Entarteten bezeichnet) stellvertretend als Betroffener sinnbildlich angesprochen wird:

“Mr Kokoschka, it just happened again
 They struck the museum like a hurricane
 Haul them on a coach the next day and it’s gone”

„Herr Kokoschka, es ist wieder passiert
 sie trafen das Museum wie ein Hurrikan
 schleppten es auf einen Wagen und am Tag darauf war alles fort“

In der zweiten Strophe wird zunächst der großflächige Raub der Antiken angesprochen, was mit der Zerstörung der Stadt Guernica im spanischen Bürgerkrieg verglichen wird, einer der ersten großflächigen Zerstörungen während und durch moderne Kriegshandlungen. Schließlich wird angesprochen, aus welch niederen Gründen und vor allem zur Selbstbereicherung das Erbe der Menschheit zerstört wurde:

“And all Baghdad there dusting off the antiques
 It’s the 14th Guernica we’ve had this week
 I got $25 for a Persian vase”

„In ganz Bagdad verschwinden die Antiken
 Es ist das 14. Guernica das wir diese Woche hatten
 Ich bekam 25 Dollar für eine persische Vase“

In der dritten Strophe wird, wie im Refrain, die Anspielung auf den Turmbau zu Babel im antiken Babylon angespielt, der laut der Bibel zu einer großen Sprachverwirrung und dem Missverständnis unter den Menschen führte. Die Anspielung im Refrain from Babylon back to Babylon (von Babylon zurück nach Babylon) nimmt hierbei auf, dass die Stadt Babylon tatsächlich auf dem Gebiet des heutigen Irak liegt. Im Gegensatz zur damit verbundenen Sprachverwirrung finden die Menschen nun wieder eine gemeinsame Sprache, die des Geldes, des Konsums und des Mülls der „zivilisierten Welt“:

“They're building a tower out of wrappers and cans
 Now we’re speaking a language that we all understand”

„Sie bauen einen Turm aus Verpackungen und Dosen
 Nun sprechen wir eine Sprache, die wir alle verstehen“

Der Refrain ist eine Kritik an der kapitalistischen Kommerz-Gesellschaft, die solche Exzesse überhaupt erst zulässt und eine spezielle Kritik an einer modernen Ausformung dieser Besitz- und Kaufmentalität, exemplarisch herausgenommen das Internetkaufhaus eBay.

“That stuff inside your houses
 And that stuff behind your eyes
 Well it all ends up as stuff that you can buy…
 On eBay
 From Babylon back to Babylon”

„Der Kram in euren Häusern
 Und der Kram hinter euren Augen
 Alles endet bei euch als Kram den man kaufen kann
 Auf eBay
 Von Babylon zurück nach Babylon“

Das Lied wurde nicht als Single ausgekoppelt, aber als Single-Edition für das Radio veröffentlicht.